# هالدن کفر هارتلین
هالدن کفر هارتلین (انگلیسی: Haldan Keffer Hartline؛ ۲۲ دسامبر ۱۹۰۳ – ۱۷ مارس ۱۹۸۳) یک دانشمند در زمینه فیزیولوژی اهل ایالات متحده آمریکا بود. 
وی همچنین برنده جوایزی همچون جایزه نوبل فیزیولوژی و پزشکی شده است.